# ILGA-Europa
ILGA-Europa es la rama europea de la Asociación Internacional de Lesbianas, Gays, Bisexuales, Trans e Intersex. Es un grupo de defensa que promueve los intereses de las personas lesbianas, gays, bisexuales, trans e intersexuales (LGBT), a nivel europeo. Su membresía comprende más de 500 organizaciones de toda Europa y Asia Central. La asociación goza de estatus consultivo en el Consejo Económico y Social de las Naciones Unidas,y de estatus participativo en el Consejo de Europa.

## Historia
ILGA-Europa se fundó en 1996, cuando su organización matriz, la Asociación Internacional de Lesbianas, Gays, Bisexuales, Trans e Intersexuales, estableció regiones independientes. Asumió la responsabilidad de apoyar el desarrollo del movimiento LGBT en Europa, incluyendo Transgender Europe, Inter-LGBT, y de las relaciones con la Unión Europea, el Consejo de Europa y la Organización para la Seguridad y la Cooperación en Europa.
Inicialmente ILGA-Europa trabajó enteramente con financiación de voluntarios. Sin embargo, en 2001 se reconoció su contribución a las políticas antidiscriminación de la Unión Europea (establecidas en virtud del artículo 13 del Tratado de Ámsterdam) mediante la concesión de financiación básica, actualmente a través del Programa PROGRESS. Esto permitió a ILGA-Europa establecer una oficina en Bruselas, contratar personal permanente y llevar a cabo un amplio programa de trabajo en relación con la discriminación por orientación sexual en los Estados miembros de la UE y los países candidatos. El apoyo financiero que recibe por parte del Sigrid Rausing Trust, del Open Society Institute, Freedom House, el Departamento de Estado de los EE. UU. y el Ministerio de Educación, Cultura y Ciencia de los Países Bajos permite a ILGA-Europa ampliar su trabajo en áreas no cubiertas por la financiación de la UE, tales como acciones en Europa del Este y Asia Central, y en cuestiones transgénero.
ILGA-Europa organiza su conferencia anual a finales de octubre, desde el año 2000, en la que las organizaciones miembros eligen la junta ejecutiva y deciden las prioridades de trabajo para el año siguiente.

## Actividades

Mapa de Europa con arcoíris, 2014

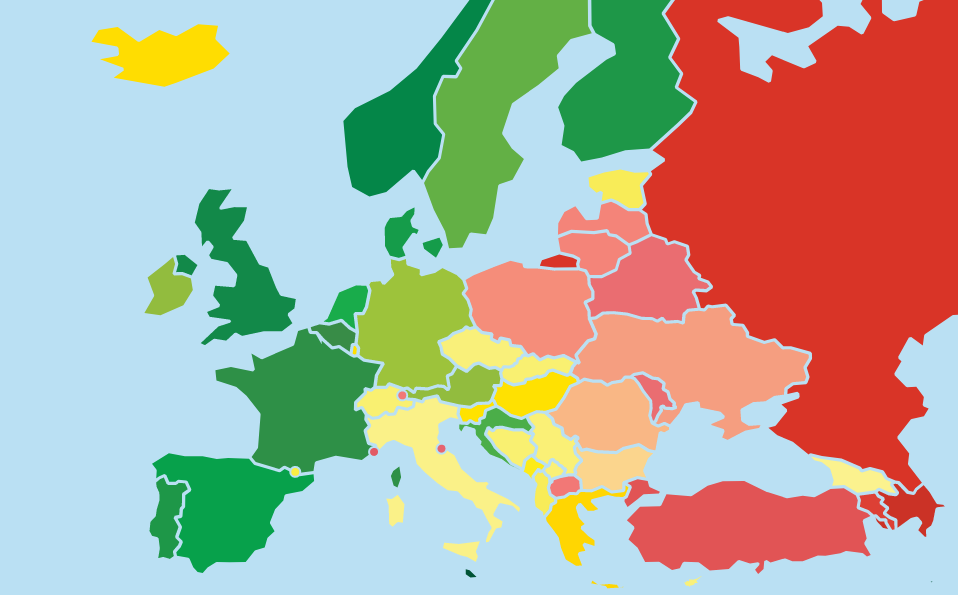
Arcoíris Europa 2016-2017

ILGA-Europa trabaja para promover la igualdad y la no discriminación de las personas LGBTI en materia de asilo, educación, empleo, derecho de familia, libertad de reunión, delitos de odio, discurso de odio y salud; y trabaja en todo el mundo para proteger a los defensores de los derechos humanos, las personas trans y las personas intersexuales. La Asociación proporciona financiación y formación a sus 500 organizaciones miembros, "para maximizar la eficiencia y el uso de los recursos por parte de las organizaciones LGBTI en su trabajo hacia el logro de sus objetivos; para maximizar el impacto del trabajo de defensa a nivel europeo; para garantizar la sostenibilidad del movimiento LGBTI en Europa".
ILGA-Europa trabaja con las instituciones de la UE, el Consejo de Europa y la Organización para la Seguridad y la Cooperación en Europa para promover la igualdad mediante el lobby y la promoción de derechos, como fue el caso del apoyo a la adopción de la Directiva 2000/43/CE del Consejo, de 29 de junio de 2000, relativa a la aplicación del principio de igualdad de trato de las personas independientemente de su origen racial o étnico en todas las áreas de competencia de la UE. También trabaja en litigios estratégicos en el Tribunal Europeo de Derechos Humanos y el Tribunal de Justicia de la Unión Europea para poner fin a la discriminación, identificando lagunas en la protección de derechos, alentando a organizaciones e individuos a desarrollar casos judiciales y apoyando dichos casos con recursos legales y escritos amicus curiae. Y en asociación con otras instituciones y organizaciones.
Para las elecciones al Parlamento Europeo de 2014, ILGA-Europa promovió su Compromiso de Elecciones Europeas Come Out 2014 ante los candidatos a diputados al Parlamento Europeo, que se centró en cuestiones LGBTI prioritarias para el Parlamento 2014-2019: una hoja de ruta de la UE sobre igualdad LGBTI; aplicación de los derechos humanos en la UE; completar la directiva antidiscriminación de la UE; combatir la violencia homofóbica y transfóbica; una definición inclusiva de "familia"; derechos trans y despatoligización; acción contra el acoso escolar; discriminación y desigualdades en materia de salud; solicitantes de asilo LGBTI; y hacer que la UE defienda los derechos LGBTI en todo el mundo. Hasta 187 diputados electos al Parlamento Europeo (25 por ciento) firmaron el compromiso, incluidos 83 miembros del PES, 14 miembros de ALDE y 14 del PPE.
ILGA-Europa cuenta con más de 20 empleados que trabajan en cuatro áreas: Defensa de los derechos, Comunicaciones, Finanzas y Administración, y Programas. Todos ellos tienen su base en la oficina de la organización en el Barrio Europeo de Bruselas.

## Rainbow Europe
Cada mes de mayo, ILGA-Europa publica su revista Rainbow Europe, para conmemorar el Día Internacional contra la Homofobia y la Transfobia. Esta publicación revisa la situación de los derechos humanos y evalúa cómo es la vida de las personas LGBTI en cada país europeo, con relación a la discriminación, el reconocimiento familiar, el discurso de odio/delitos, el reconocimiento de género, la libertad de reunión, asociación y expresión, y las leyes de asilo.
Desde 2016, Malta encabeza la clasificación; en 2021 se calificó que tuvo un progreso del 94% hacia el respeto de los derechos humanos y la igualdad plena, y en 2023 se sitúa 13 puntos porcentuales por delante de Bélgica y Dinamarca, que ocupan el segundo lugar. En 2023, Azerbaiyán fue clasificado como el peor país en materia de igualdad LGBTI, con una puntuación de solo el 2%, seguido de cerca por Rusia, Armenia y Turquía. El mayor aumento desde la revisión de 2013 fue el de Malta, con un aumento de 54 puntos porcentuales, seguido de Luxemburgo, con un aumento de 40 puntos. Un resumen de todas las puntuaciones de Rainbow Europe desde 2013 (cuando las puntuaciones se estandarizaron como %) se muestran en la siguiente tabla, así como una comparación con las puntuaciones publicadas en 2013 y 2023. El deterioro más significativo de los derechos LGBTI se da en el Reino Unido, que ha disminuido 33 puntos porcentuales desde un pico del 86% en 2015. 
| País                   | Total por año | Total por año | Total por año | Total por año | Total por año | Total por año | Total por año | Total por año | Total por año | Total por año | Total por año | Cambios desde 2013 hasta la actualidad (2023) | Cambio del máximo obtenido en años anteriores al actual (2023) | Cambio del máximo obtenido en años anteriores al actual (2023) | Rankings | Rankings | Rankings |
| País                   | 2013          | 2014          | 2015          | 2016          | 2017          | 2018          | 2019          | 2020          | 2021          | 2022          | 2023          | Cambios desde 2013 hasta la actualidad (2023) | Peak Year(s)                                                   | Change from Peak                                               | Current  | Highest  | Lowest   |
| ---------------------- | ------------- | ------------- | ------------- | ------------- | ------------- | ------------- | ------------- | ------------- | ------------- | ------------- | ------------- | --------------------------------------------- | -------------------------------------------------------------- | -------------------------------------------------------------- | -------- | -------- | -------- |
| Albania                | 38%           | 38%           | 42%           | 34%           | 33%           | 33%           | 31%           | 31%           | 33%           | 32%           | 35%           | -3%                                           | 2015                                                           | -7%                                                            | 26       | 16       | 28       |
| Andorra                | 21%           | 21%           | 31%           | 32%           | 35%           | 35%           | 28%           | 35%           | 35%           | 32%           | 37%           | 16%                                           | 2023                                                           | 0%                                                             | 24       | 22       | 34       |
| Armenia                | 8%            | 9%            | 9%            | 7%            | 7%            | 7%            | 7%            | 8%            | 8%            | 8%            | 8%            | 0%                                            | 2014-15                                                        | -1%                                                            | 46       | 46       | 48       |
| Austria                | 43%           | 52%           | 52%           | 64%           | 56%           | 56%           | 50%           | 50%           | 50%           | 48%           | 49%           | 6%                                            | 2016                                                           | -15%                                                           | 18       | 12       | 18       |
| Azerbaiyán             | 8%            | 7%            | 5%            | 5%            | 5%            | 5%            | 3%            | 2%            | 2%            | 2%            | 2%            | -6%                                           | 2013                                                           | -6%                                                            | 49       | 47       | 49       |
| Bielorrusia            | 14%           | 14%           | 14%           | 13%           | 13%           | 13%           | 13%           | 13%           | 12%           | 12%           | 12%           | -2%                                           | 2013-15                                                        | -2%                                                            | 45       | 39       | 45       |
| Belgium                | 67%           | 78%           | 83%           | 82%           | 72%           | 79%           | 73%           | 73%           | 74%           | 72%           | 76%           | 9%                                            | 2015                                                           | -7%                                                            | 2        | 2        | 4        |
| Bosnia and Herzegovina | 20%           | 20%           | 29%           | 39%           | 31%           | 31%           | 31%           | 37%           | 40%           | 38%           | 40%           | 20%                                           | 2021, 2023                                                     | 0%                                                             | 22       | 21       | 35       |
| Bulgaria               | 18%           | 30%           | 27%           | 24%           | 23%           | 24%           | 13%           | 20%           | 20%           | 18%           | 20%           | 2%                                            | 2014                                                           | -10%                                                           | 38       | 25       | 41       |
| Croatia                | 48%           | 56%           | 71%           | 67%           | 62%           | 51%           | 47%           | 46%           | 46%           | 45%           | 49%           | 1%                                            | 2015                                                           | -22%                                                           | 18       | 5        | 19       |
| Cyprus                 | 20%           | 20%           | 18%           | 32%           | 29%           | 29%           | 23%           | 31%           | 31%           | 31%           | 31%           | 11%                                           | 2016                                                           | -1%                                                            | 29       | 26       | 37       |
| Czech Republic         | 35%           | 35%           | 35%           | 32%           | 29%           | 29%           | 26%           | 26%           | 26%           | 26%           | 26%           | -9%                                           | 2013-15                                                        | -9%                                                            | 33       | 18       | 33       |
| Denmark                | 57%           | 60%           | 68%           | 71%           | 68%           | 68%           | 68%           | 68%           | 64%           | 74%           | 76%           | 19%                                           | 2023                                                           | 0%                                                             | 2        | 2        | 10       |
| Estonia                | 29%           | 35%           | 34%           | 36%           | 33%           | 39%           | 35%           | 38%           | 38%           | 36%           | 36%           | 7%                                            | 2018                                                           | -3%                                                            | 25       | 19       | 25       |
| Finland                | 47%           | 45%           | 62%           | 75%           | 68%           | 73%           | 69%           | 66%           | 65%           | 60%           | 70%           | 23%                                           | 2016                                                           | -5%                                                            | 6        | 4        | 17       |
| France                 | 64%           | 64%           | 65%           | 67%           | 71%           | 73%           | 63%           | 56%           | 57%           | 64%           | 63%           | -1%                                           | 2018                                                           | -10%                                                           | 10       | 4        | 13       |
| Georgia                | 21%           | 26%           | 36%           | 30%           | 26%           | 26%           | 30%           | 30%           | 27%           | 25%           | 25%           | 4%                                            | 2015                                                           | -11%                                                           | 34       | 22       | 34       |
| Germany                | 54%           | 56%           | 56%           | 55%           | 54%           | 59%           | 47%           | 51%           | 52%           | 53%           | 55%           | 1%                                            | 2018                                                           | -4%                                                            | 15       | 12       | 16       |
| Greece                 | 28%           | 31%           | 39%           | 58%           | 47%           | 52%           | 49%           | 48%           | 47%           | 52%           | 57%           | 29%                                           | 2016                                                           | -1%                                                            | 13       | 13       | 24       |
| Hungary                | 55%           | 54%           | 50%           | 51%           | 45%           | 47%           | 41%           | 33%           | 33%           | 30%           | 30%           | -25%                                          | 2013                                                           | -25%                                                           | 30       | 11       | 30       |
| Iceland                | 56%           | 64%           | 63%           | 59%           | 47%           | 47%           | 47%           | 54%           | 54%           | 63%           | 71%           | 15%                                           | 2023                                                           | 0%                                                             | 5        | 5        | 18       |
| Ireland                | 36%           | 34%           | 40%           | 55%           | 52%           | 52%           | 47%           | 52%           | 53%           | 53%           | 54%           | 18%                                           | 2016                                                           | -1%                                                            | 16       | 14       | 22       |
| Italy                  | 19%           | 25%           | 22%           | 29%           | 27%           | 27%           | 22%           | 23%           | 22%           | 25%           | 25%           | 6%                                            | 2016                                                           | -4%                                                            | 34       | 32       | 36       |
| Kosovo                 | 14%           | 17%           | 18%           | 32%           | 30%           | 33%           | 28%           | 35%           | 35%           | 35%           | 35%           | 21%                                           | 2020-23                                                        | 0%                                                             | 26       | 24       | 39       |
| Letonia                | 20%           | 20%           | 18%           | 18%           | 17%           | 16%           | 17%           | 17%           | 17%           | 22%           | 22%           | 2%                                            | 2022-23                                                        | 0%                                                             | 37       | 33       | 41       |
| Liechtenstein          | 16%           | 18%           | 19%           | 18%           | 18%           | 18%           | 14%           | 18%           | 19%           | 20%           | 20%           | 4%                                            | 2022-23                                                        | 0%                                                             | 38       | 35       | 40       |
| Lithuania              | 21%           | 22%           | 19%           | 18%           | 17%           | 21%           | 23%           | 23%           | 23%           | 24%           | 24%           | 3%                                            | 2022-23                                                        | 0%                                                             | 36       | 30       | 39       |
| Luxembourg             | 28%           | 28%           | 43%           | 50%           | 46%           | 47%           | 70%           | 73%           | 72%           | 68%           | 68%           | 40%                                           | 2020                                                           | -5%                                                            | 7        | 2        | 28       |
| Malta                  | 35%           | 57%           | 77%           | 88%           | 88%           | 91%           | 90%           | 89%           | 94%           | 92%           | 89%           | 54%                                           | 2021                                                           | -5%                                                            | 1        | 1        | 18       |
| Moldavia               | 10%           | 17%           | 16%           | 11%           | 13%           | 13%           | 14%           | 19%           | 20%           | 21%           | 39%           | 29%                                           | 2023                                                           | 0%                                                             | 23       | 23       | 45       |
| Mónaco                 | 10%           | 10%           | 11%           | 11%           | 10%           | 10%           | 11%           | 11%           | 11%           | 13%           | 13%           | 3%                                            | 2022-23                                                        | 0%                                                             | 44       | 43       | 46       |
| Montenegro             | 27%           | 47%           | 46%           | 45%           | 39%           | 38%           | 36%           | 62%           | 63%           | 63%           | 61%           | 34%                                           | 2021-22                                                        | -2%                                                            | 12       | 8        | 26       |
| Netherlands            | 60%           | 70%           | 69%           | 66%           | 64%           | 60%           | 50%           | 62%           | 61%           | 56%           | 56%           | -4%                                           | 2014                                                           | -14%                                                           | 14       | 4        | 14       |
| North Macedonia        | 13%           | 13%           | 13%           | 18%           | 16%           | 14%           | 11%           | 25%           | 27%           | 27%           | 29%           | 16%                                           | 2023                                                           | 0%                                                             | 32       | 31       | 44       |
| Norway                 | 66%           | 68%           | 69%           | 76%           | 78%           | 78%           | 68%           | 68%           | 67%           | 68%           | 67%           | 1%                                            | 2017-18                                                        | -11%                                                           | 9        | 2        | 9        |
| Poland                 | 22%           | 28%           | 26%           | 18%           | 18%           | 18%           | 18%           | 16%           | 13%           | 13%           | 15%           | -7%                                           | 2014                                                           | -13%                                                           | 42       | 28       | 42       |
| Portugal               | 65%           | 67%           | 67%           | 76%           | 69%           | 69%           | 66%           | 66%           | 68%           | 62%           | 62%           | -3%                                           | 2016                                                           | -14%                                                           | 11       | 4        | 11       |
| Romania                | 31%           | 28%           | 28%           | 23%           | 21%           | 21%           | 21%           | 19%           | 19%           | 18%           | 18%           | -13%                                          | 2013                                                           | -13%                                                           | 41       | 21       | 41       |
| Rusia                  | 7%            | 6%            | 8%            | 7%            | 6%            | 11%           | 10%           | 10%           | 10%           | 8%            | 8%            | 1%                                            | 2018                                                           | -3%                                                            | 46       | 45       | 49       |
| San Marino             | 14%           | 14%           | 14%           | 14%           | 12%           | 12%           | 13%           | 13%           | 13%           | 14%           | 14%           | 0%                                            | 2013-16, 2022–23                                               | 0%                                                             | 43       | 39       | 44       |
| Serbia                 | 25%           | 30%           | 29%           | 32%           | 30%           | 30%           | 28%           | 33%           | 33%           | 37%           | 35%           | 10%                                           | 2022                                                           | -2%                                                            | 26       | 23       | 28       |
| Slovakia               | 27%           | 31%           | 29%           | 29%           | 28%           | 29%           | 30%           | 30%           | 30%           | 34%           | 30%           | 3%                                            | 2022                                                           | -4%                                                            | 30       | 23       | 32       |
| Slovenia               | 35%           | 35%           | 32%           | 43%           | 44%           | 48%           | 40%           | 42%           | 42%           | 42%           | 46%           | 11%                                           | 2018                                                           | -2%                                                            | 21       | 17       | 25       |
| Spain                  | 65%           | 73%           | 69%           | 70%           | 67%           | 67%           | 61%           | 67%           | 65%           | 62%           | 74%           | 9%                                            | 2023                                                           | 0%                                                             | 4        | 3        | 11       |
| Sweden                 | 65%           | 65%           | 72%           | 65%           | 60%           | 60%           | 62%           | 63%           | 65%           | 68%           | 68%           | 3%                                            | 2015                                                           | -4%                                                            | 7        | 4        | 12       |
| Switzerland            | 29%           | 29%           | 28%           | 33%           | 31%           | 38%           | 31%           | 36%           | 39%           | 42%           | 47%           | 18%                                           | 2023                                                           | 0%                                                             | 20       | 20       | 30       |
| Turkey                 | 14%           | 14%           | 12%           | 9%            | 9%            | 9%            | 5%            | 4%            | 4%            | 4%            | 4%            | -10%                                          | 2013-14                                                        | -10%                                                           | 48       | 39       | 48       |
| Ukraine                | 12%           | 12%           | 10%           | 13%           | 19%           | 21%           | 22%           | 22%           | 18%           | 19%           | 20%           | 8%                                            | 2019-20                                                        | -2%                                                            | 38       | 34       | 46       |
| United Kingdom         | 77%           | 82%           | 86%           | 81%           | 76%           | 73%           | 66%           | 66%           | 64%           | 53%           | 53%           | -24%                                          | 2015                                                           | -33%                                                           | 17       | 1        | 17       |

## Foro Internacional Intersexual

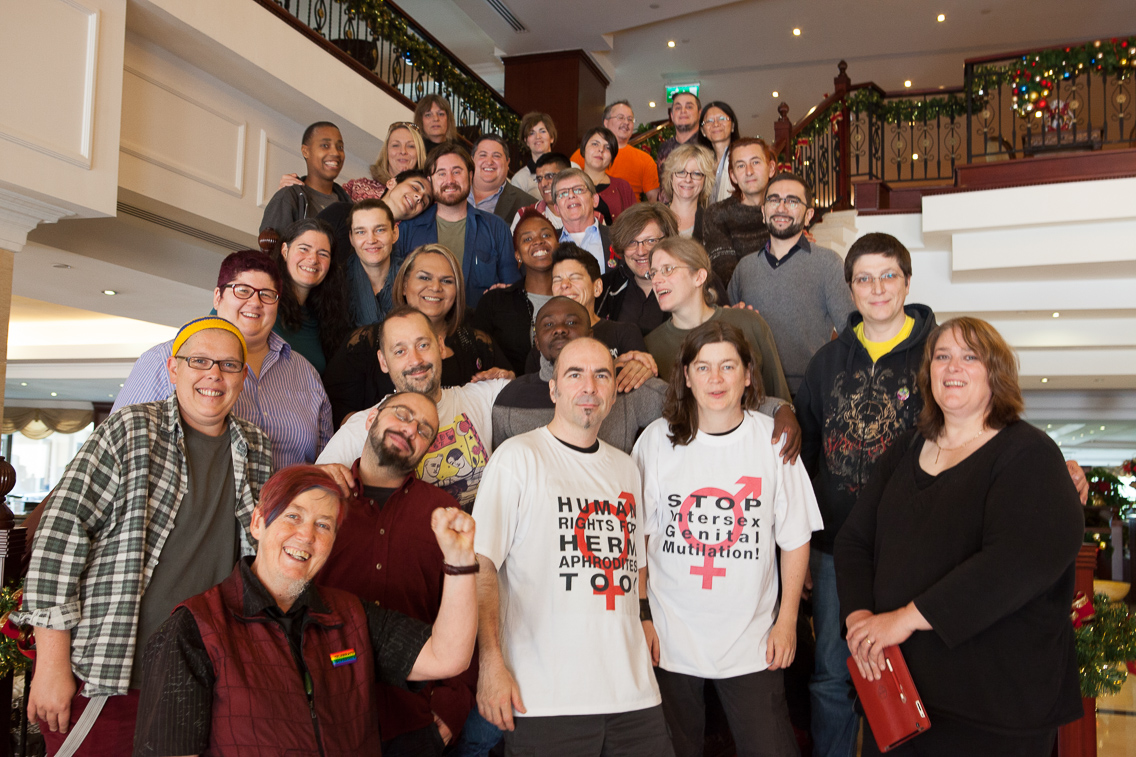
Tercer Foro Internacional Intersexual, Malta, diciembre de 2013

Para incluir a las personas intersexuales en su ámbito de competencias, ILGA-Europa e ILGA han patrocinado conjuntamente la única reunión internacional de activistas y organizaciones intersexuales. El Foro Internacional Intersexual se celebra anualmente en Europa desde 2011.
El tercer foro se celebró en Malta en 2013 con 34 personas en representación de 30 organizaciones de todos los continentes. La declaración de clausura afirmaba la existencia de las personas intersexuales, reafirmando "los principios del Primer y Segundo Foro Intersexual Internacional y ampliando las demandas destinadas a poner fin a la discriminación contra las personas intersexuales y garantizar el derecho a la integridad corporal, la autonomía física y la autodeterminación". Por primera vez, los participantes hicieron una declaración sobre los registros de nacimiento, además de otras cuestiones de derechos humanos.